# 萨波若克 (梁赞州)
萨波若克（羅馬化：Sapozhok）是俄罗斯梁赞州萨波若克区的行政中心及规模最大聚居地，也是该区唯一一座市级镇。地处梁赞州中南部，位于伏尔加河流域一条小河莫什卡河（Мошка）河畔，在州府梁赞东南方。
该地2022年人口有2,723人；2010年人口3,878；2002年人口4,392；1989年人口5,313。